# Campanha do Mulondo
A campanha do Mulondo foi uma das Campanhas de Pacificação e Ocupação e teve por objectivo a anexação pelos portugueses do sobado do Mulondo, no sul de Angola.

## Contexto
Desde 1839 que os portugueses procuravam expandir a sua influência e território no sul de Angola mas em meados daquele século aceleraram as suas acções de pacificação e ocupação de terras, combatendo contra povos hostis, fundando fortalezas no interior, estabelecendo famílias portuguesas, brasileiras, alemães e bóeres no planalto de Huíla, desenvolvendo a indústria e abrindo os portos ao comércio internacional.
Quando se deu a derrota de um esquadrão de dragões comandado pelo conde de Almoster em 1898, o governo português decidiu ocupar a região entre o rio Cunene e o Cubango mas a expedição de 1800 homens enviada a cumprir esse objectivo foi duramente vencida a 25 de Setembro de 1904 na Batalha do Vau do Pembe.  
Após o "Desastre de Pembe", os ovambos, em particular os cuamatos, começaram a atacar tribos sob a protecção de Portugal com maior confiança, chegando até a ameaçar fazendas na margem norte do Cunene e gerando um clima de insegurança. A onda de consternação que se gerou entre a opinião pública portuguesa na metrópole obrigou o governo português a planear uma grande expedição contra os cuamatos.
Mediante requerimento do governo português, o experiente major Eduardo Costa entregou um minucioso plano de operações, enquanto o capitão do Estado Maior Eduardo Marques deslocou-se ao sul de Angola para reconhecer o terreno, negociar apoios e auscultar o posicionamento de vários sobas em caso de hostilidades. Em reunião com Eduardo Costa, o governador-geral António Duarte Ramada Curto decidiu levar a cabo algumas acções preliminares para consolidar o domínio da margem direita do Cunene enquanto se preparava a grande campanha. Entre os objectivos contava-se a ocupação do Mulondo, cujo soba barrava a passagem de europeus pelo seu território e se revelara tirânico para com os seus súbditos, levando muitos ao êxodo para Quipungo, Luceque e Quiteve. A campanha ficaria a cargo do capitão Alves Roçadas.

## A Campanha do Mulondo
A 23 de Setembro, partiu do Lubango uma expedição composta por uma secção de artilharia com duas peças de montanha BEM m/82, 1 oficial e 38 praças; um esquadrão de dragões com 2 oficiais e 58 praças; uma companhia de infantaria europeia com 5 oficiais e 210 praças; a 12ª Companhia de Infantaria Indígena de Moçambique, com 6 oficiais e 202 praças; um corpo de auxiliares com 50 bóeres, comandados por Willem Venter, 50 muchimbas, comandados por Carlos Maria e um número variável de portugueses. Totalizava 23 oficiais, 563 praças, 90 animais de carga, 10 carroças bóeres, 1 carroça de duas rodas e 168 bois de tracção, 2 peças de artilharia.

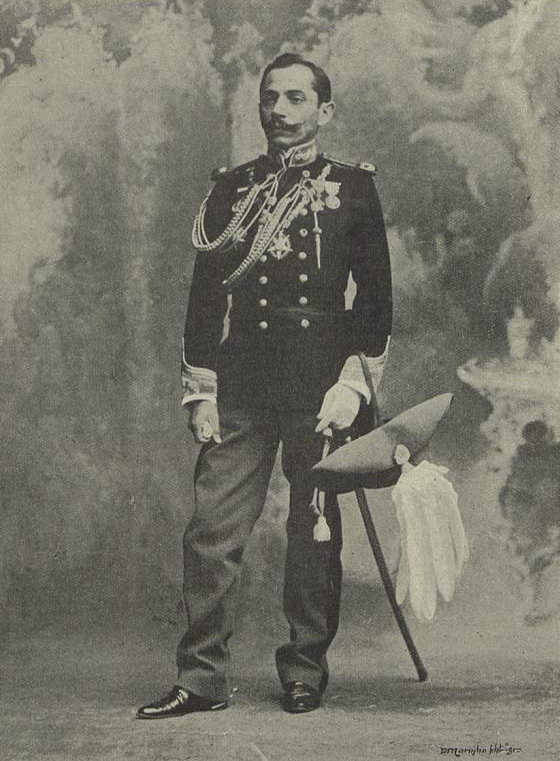
Alves Roçadas

As praças europeias encontravam-se armadas com espingardas Kropatschek m/1886 de 8mm e as praças indígenas com Martini-Henry de 11mm, ao passo que as restantes forças auxiliares foram armadas com espingardas Snider 14mm, enquanto que os bóeres conservaram as suas Mauser.
A coluna percorreu 400 quilómetros ao longo das etapas de Lubango, Chibia, Gamos - tendo aqui sido engrossada com cerca de 1000 auxiliares africanos e alguns bóeres - Humbe e Quiteve. A 19 de Outubro chegou ao posto militar de Quiteve, sobranceiro ao rio Cunene. Em Quiteve, Carlos Maria contactou a gente da localidade e com 300 muchimbas atravessou, para se colocar entre os vaus do Cácua e do Handjabero no Cunene, de forma a evitar a chegar reforços ao Mulondo como impedir a sua fuga.
Planeado o ataque à "embala" de Mulondo a 25, restavam à coluna seis dias para percorrer os últimos 27 quilómetros e tomar o objectivo.
A "embala" de Mulondo era uma fortaleza circular de paliçada com cerca de 500 metros de diâmetro e 5 metros de altura, formada por paus de mutiate secos, descascados e afiados, entrelaçados por uma sebe viva de espinheiro. Revestia o interior desta paliçada uma camada de terra argilosa.
Os dragões fizeram o reconhecimento do terreno e revelaram estar o terreno à volta livre de obstáculos ou vegetação, deserto de pessoas e gado, tendo o soba concentrado os seus guerreiros no interior. Alves Roçadas decidiu atacar a embala em três pontos simultaneamente, sendo o ataque principal feito à esquerda da porta principal, o secundário à direita, ao passo que o terceiro teria por propósito cortar as vias de fuga e seria levado a cabo pelos dragões em apoio de um pelotão de infantaria africana.

Às 6 horas da manhã de 25 de Outubro a coluna partiu para a embala e pelas 8 as tropas tinham-se colocado nos seus postos a 500 metros da embala. A peça de artilharia abriu fogo, secundada pela infantaria e, após vários avanços, pelas 8:30, o capitão Alves Roçadas decidiu atacar à baioneta apesar do fogo que partia da embala ser muito vivo e terem já tombado alguns soldados. Após uma nova ordem de cessar fogo e novo avanço, a 50 metros da paliçada Alves Roçadas deu a ordem para o ataque à baioneta mediante o aviso de "Acelerado carregar".
Foi imponente. Toda a linha da infantaria corria como em um exercício, corpos dobrados sobre o terreno e baionetas em riste. Chegamos junto do fosso; este era profundo e os soldados procuravam a forma de o transpor mas o entusiasmo era tal que lá desceram e ajudados uns pelos outros, subiam a paliçada.
Os sapadores correram então para uma porta da embala onde alguns troncos já haviam sido arrancados à mão. Dentro da embala, os portugueses depararam-se ainda com alguma resistência mas ela foi rapidamente debelada. Pouco depois foi ordenado o cessar-fogo e às 10 tocado o reunir.
Estimou-se as baixas do Mulondo em 200 mortos e 300 feridos, ao passo que os portugueses 12 tiveram mortos. O hospital de campanha começou de imediato a funcionar para os feridos portugueses como para os do inimigo.
No dia seguinte, a embala foi incendiada. O soba Haugalo fugira ferido mas os bóeres a cavalo e os muchimbas espalharam-se à sua procura pela região, tendo sido encontrado três dias depois numa mata, morto ao lado da espingarda.
A coluna segui viagem para o vau de Handjabero e, a 3 de Novembro de 1905, inaugurou ali perto o Forte do Mulondo. Após a inauguração, a tropa regular e os auxiliares bóeres e portugueses escaramuçaram com os cuamatos de Cuamato Grande, para dissuadir ataques a tribos aliadas, averiguar o seu estado de preparação e obrigá-los a gastar munições.  